# Umsiedlung der Deutsch-Balten

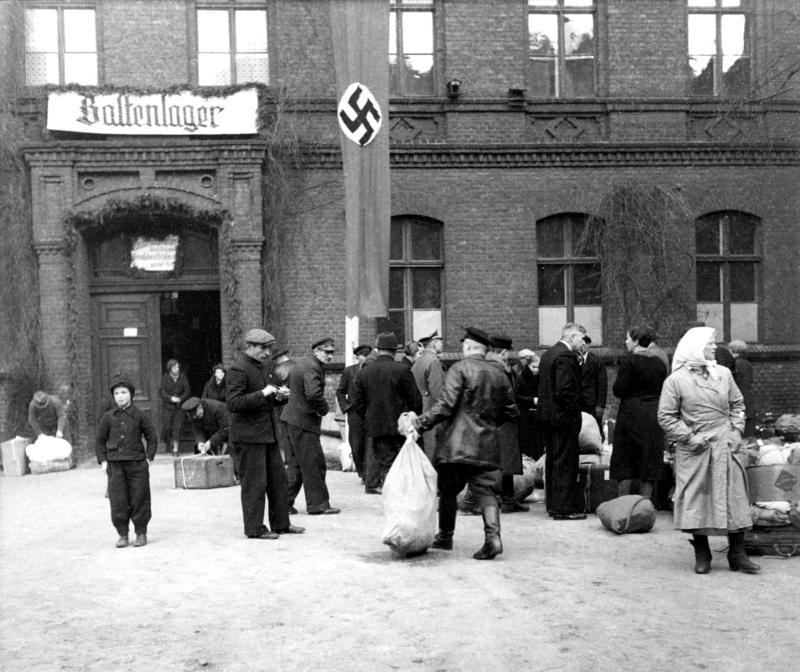
Baltendeutsche Umsiedler im Baltenlager Posen, 1940

Die Umsiedlung der Deutsch-Balten war eine zu Beginn des Zweiten Weltkrieges vom Deutschen Reich initiierte Aktion, in deren Rahmen die Deutsch-Balten aus ihrer Heimat größtenteils in die vom Reich annektierten Gebiete Polens umgesiedelt wurden. Von Oktober bis Dezember 1939 verließen so 14.000 Personen Estland und 52.500 Personen Lettland. Bei einer Nachumsiedlung Anfang 1941 folgten weitere 17.000 Menschen aus diesen Ländern. Damit endete nach mehr als 700 Jahren die Epoche der deutschen Kultur im Baltikum.
Die Umsiedlung der Deutsch-Balten ist im Rahmen einer umfassenderen nationalsozialistischen Umsiedlungspolitik unter der Parole „Heim ins Reich“ zu sehen, von der auch andere Auslandsdeutsche wie Südtiroler, Kanaltaler, Wolhyniendeutsche, Bessarabiendeutsche, Bukowinadeutsche, Dobrudschadeutsche, Galiziendeutsche, Litauendeutsche und Gottscheer betroffen waren.

## Vorgeschichte
Die deutsche Bevölkerung im Baltikum ging auf die deutsche Ostsiedlung im Mittelalter zurück, beschränkte sich dort allerdings auf das städtische Bürgertum und die adlige und kirchliche Oberschicht auf dem Lande. Bis in das 19. Jahrhundert konnten die Deutschen unter wechselnden Herrschaften (Schweden, Polen-Litauen, Russisches Reich) ihre Führungsrolle und Privilegien behaupten. Durch die Russifizierung und das „nationale Erwachen“ der Esten und Letten wurde diese jedoch in Frage gestellt.
Abwanderung, der Erste Weltkrieg und die Oktoberrevolution 1917 führten zu einem starken Rückgang der deutsch-baltischen Bevölkerung. Lebten 1881 noch rund 180.000 Deutsche in den damaligen russischen Ostseeprovinzen, waren es zu Beginn der 1920er Jahre in den neuen Republiken Estland und Lettland nur noch weniger als die Hälfte.
Mit der Gründung der Republiken nach dem Ersten Weltkrieg wurden die Deutsch-Balten von einer führenden Schicht auf eine nationale Minderheit zurückgestuft; insbesondere wurden die adligen Großgrundbesitzer enteignet. Die Minderheiten genossen allerdings in beiden Staaten eine weitgehende kulturelle Autonomie.

## Anlass und Gründe
Der deutsch-sowjetische Nichtangriffspakt (Hitler-Stalin-Pakt) vom 23. August 1939 enthielt ein geheimes Zusatzprotokoll, das die zwischen den beiden Mächten liegenden Gebiete völkerrechtswidrig in Interessensphären aufteilte. Estland und Lettland wurden dabei der Sowjetunion überlassen. Über dieses Zusatzprotokoll wurde der „Landesleiter der Bewegung“ in Lettland, Erhard Kroeger, am 25. September vom Reichsführer SS Heinrich Himmler eingeweiht. In dieser Unterredung will Kroeger den Anstoß gegeben haben, nicht nur einen kleinen Kreis von Personen, die durch eine mögliche sowjetische Besetzung besonders gefährdet sein könnten, zu evakuieren, sondern die gesamte deutsche Volksgruppe.
Hitler, an den das Ansinnen weitergeleitet wurde, erklärte sich mit der Umsiedlung einverstanden, sofern sie einvernehmlich mit der UdSSR erfolgen würde.
In einem Zusatzprotokoll zum Deutsch-Sowjetischen Grenz- und Freundschaftsvertrag
vom 28. September wurde zwischen den beiden Ländern schließlich Einvernehmen über die Übersiedlung von Reichsangehörigen und Deutschstämmigen von den sowjetischen in die deutschen Interessengebiete oder nach Deutschland hergestellt.
Als Ansiedlungsgebiete entschied man sich für die neu annektierten polnischen Gebiete zum Zwecke ihrer „Germanisierung“. Die Umsiedlung hatte somit nicht mehr allein den Charakter einer Rettungsaktion für gefährdete Auslandsdeutsche, sondern wurde zu einem Instrument der nationalsozialistischen Rassen- und Volkstumspolitik. Daneben waren die neuen Siedler auch als Arbeitskräfte und Soldaten willkommen.

## Durchführung der Umsiedlung

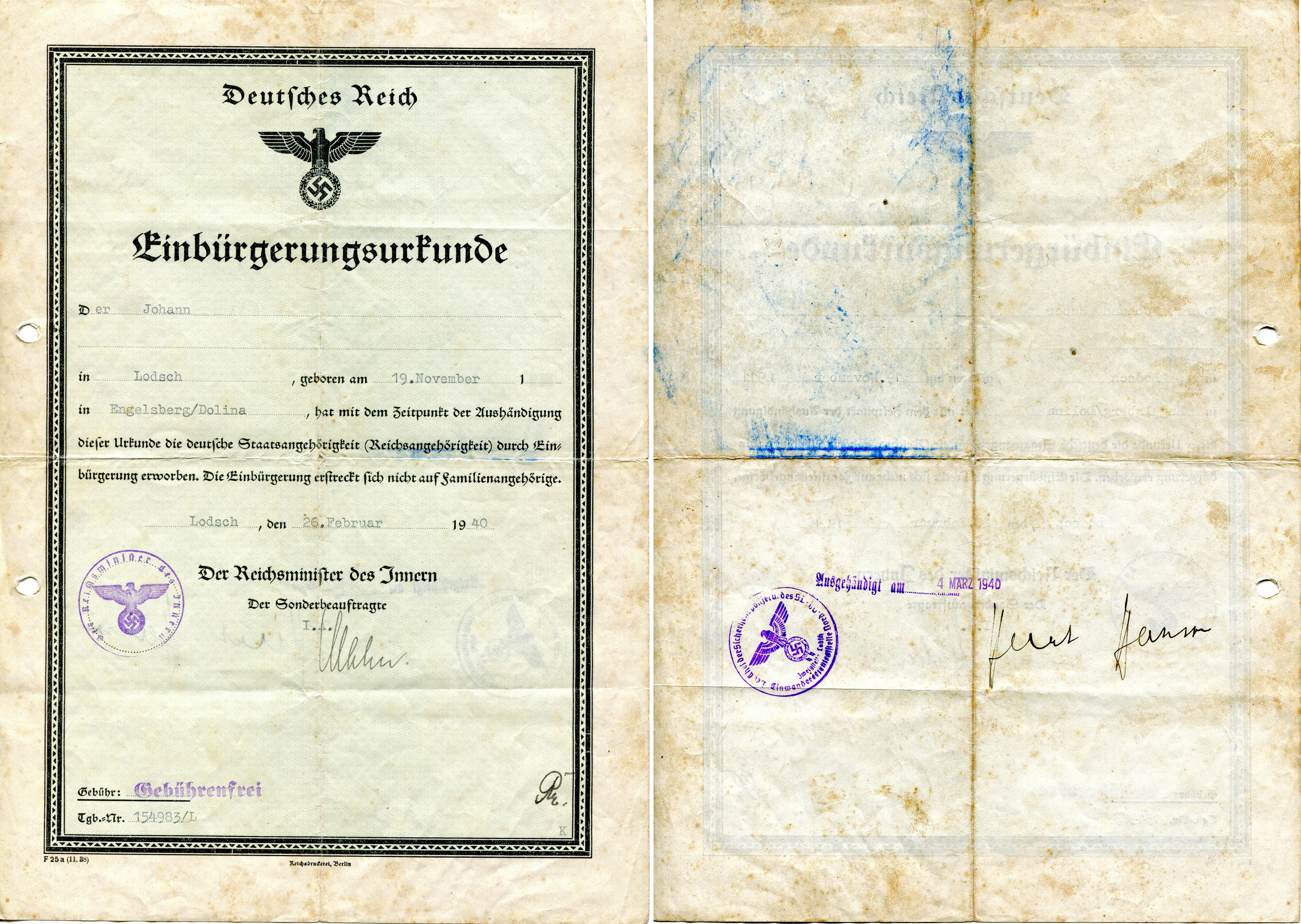
Einbürgerungsurkunde der Einwandererzentralstelle Lodsch, 1940

Der breiten Öffentlichkeit wurden die Umsiedlungspläne durch eine Reichstagsrede Adolf Hitlers am 6. Oktober 1939 bekannt, in der er die Zerschlagung des polnischen Staates und die „neue Ordnung der ethnographischen Verhältnisse“ als Ziele nannte. Bereits am nächsten Tag wurde Heinrich Himmler durch Führererlass mit der „Festigung deutschen Volkstums“ beauftragt, der seinerseits am 8. Oktober 1939 Reinhard Heydrich anwies, eine Dienststelle zur Erfassung und Einbürgerung der umzusiedelnden Deutschen zu schaffen. Diese Einwandererzentralstelle nahm umgehend ihre Arbeit auf. Bereits am 18. Oktober lief das erste Umsiedlerschiff aus dem Hafen von Tallinn aus.
Am 15. bzw. 30. Oktober wurden Umsiedlungsverträge zwischen dem Deutschen Reich und den Republiken Estland bzw. Lettland abgeschlossen. Im „Vertrag über die Umsiedlung lettischer Bürger deutscher Zugehörigkeit in das Deutsche Reich vom 30. Oktober 1939“ zwischen der Reichsregierung, unterschrieben durch den deutschen Botschafter in Lettland, Hans Ulrich von Kotze, und der lettischen Regierung war im Artikel 1 vereinbart:

„Die Lettische Regierung verpflichtet sich, diejenigen lettischen Staatsangehörigen deutscher Volkszugehörigkeit aus der lettischen Staatsangehörigkeit zu entlassen, welche bis zum 15. Dezember 1939 freiwillig ihren Entschluß bekunden, für alle Zeiten aus der lettischen Staatsangehörigkeit auszuscheiden und ihren ständigen Wohnsitz in Lettland zu verlassen.“

Ein ähnlich lautendes Protokoll war bereits am 15. Oktober 1939 vom Estnischen Freistaat und der Reichsregierung unterschrieben worden.
Für die Abwicklung der Vermögen wurden in Lettland die Umsiedlungs-Treuhand-Aktiengesellschaft (UTAG) und in Estland die Deutsche Treuhand-Verwaltung (DT) als Treuhandstellen des Reiches gegründet. Der Erlös aus diesem Vermögen sollte dem Deutschen Reich zugutekommen; die „Entschädigung“ für die Umsiedler erfolgte, wie sich zeigen sollte, aus enteignetem polnischen und jüdischen Vermögen (s. unten).
Formal war für jeden die Entscheidung über die Umsiedlung freiwillig. Eine groß angelegte Lock- und Drohkampagne sorgte jedoch dafür, dass die meisten sich den Maßnahmen widerstandslos unterordneten, dem sogenannten „Ruf des Führers“ folgten und ihre lettische oder estnische Staatsbürgerschaft aufgaben. Den Umsiedlern wurde nicht nur ein voller Vermögensausgleich zugesagt, sondern sie wurden auch zu Trägern einer „neuen Ostaufgabe“ erklärt. In der Propaganda wurde von „Rückkehr“ gesprochen, obwohl die Vorfahren der Deutschen seit Jahrhunderten im Baltikum ansässig waren und in den zur Ansiedlung vorgesehenen Gebieten niemals gelebt hatten. Wer zurückblieb, wurde als „Verräter am Volkstum“ gebrandmarkt, und ihm wurde mit dem Verlust der deutschen Volkszugehörigkeit gedroht:

„Wer sich in diesen Tagen von seiner Volksgruppe löst, um im Lande zu bleiben, scheidet sich für alle Zeiten vom deutschen Volke. Er muß das wissen, denn sein Entschluß gilt für Kinder und Kindeskinder. Und er ist nicht rückgängig zu machen.“

Außerdem lag die Furcht in der Luft, im Baltikum in den Machtbereich des sowjetischen Diktators Josef Stalin zu gelangen, auch wenn von einer solchen Gefahr mit Rücksicht auf den Verbündeten offiziell nie die Rede war und Zusammenhänge mit den gleichzeitig den baltischen Staaten aufgezwungenen Bündnisverträgen mit der UdSSR geleugnet wurden.
Für diejenigen, die dennoch an ihrer Heimat festhalten wollten, wurde das Bleiben schließlich noch dadurch unattraktiv, dass durch den Wegzug der vielen übrigen der Minderheitenstatus der Deutschen verloren ging, sodass die Institutionen der Kulturselbstverwaltung schließen mussten und etwa kein Anspruch auf muttersprachlichen Schulunterricht mehr bestand.
Zu den wenigen, die weder 1939 noch bei der Nachumsiedlung 1941 gingen, gehört der Minderheitenpolitiker und Journalist Paul Schiemann, der in einem Interview mit einer schwedischen Zeitung erklärte:

„Wir betrachten es als ein Unrecht, gerade zu einer so kritischen Zeit unsere Heimat zu verlassen… Wir wollen nicht in ein Land reisen, dessen Bürgern eine Weltanschauung aufgezwungen wird, die unseren Vorstellungen von Religion, Lebensführung und Recht entgegengesetzt ist.“

## Ansiedlung in annektierten Gebieten

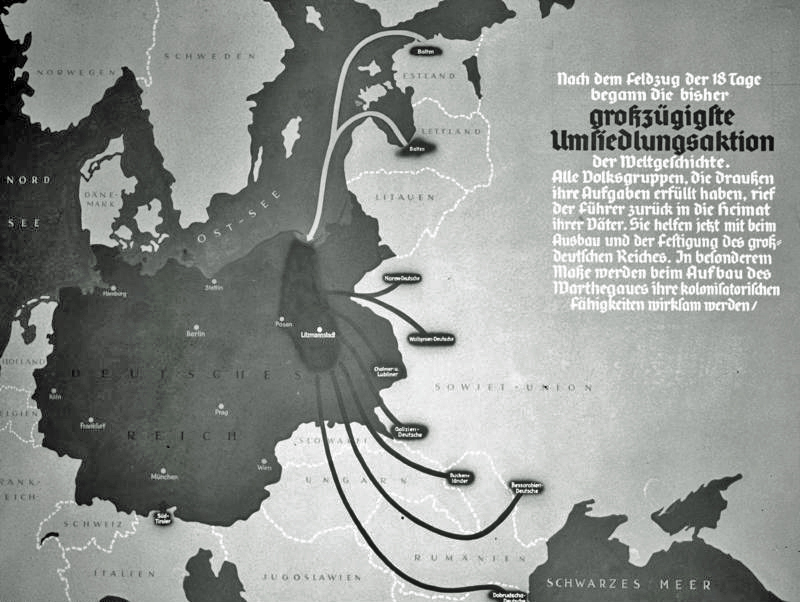
Propagandaplakat

Die Ansiedlung erfolgte in den nach Kriegsbeginn annektierten polnischen Gebieten, d. h. dem Reichsgau Danzig-Westpreußen und insbesondere dem Reichsgau Wartheland, der zu einem „Mustergau“ werden sollte.
Da die Umsiedlung ein Bestandteil der nationalsozialistischen Rassenpolitik war, wurde deren Durchführung der SS übertragen, die dafür eine Umwandererzentralstelle installierte.
Parallel zur Ansiedlung von Deutschen fand eine massenhafte Vertreibung von Polen und Juden in das polnische Generalgouvernement statt, deren enteignetes Vermögen zur „Entschädigung“ für Privateigentum der Umsiedler herhalten musste, das diese im Baltikum zurücklassen mussten.
Die sogenannten „Rückkehrer“ wurden von der Volksdeutschen Mittelstelle, einer SS-Organisation, in Wohnungen einquartiert, die nach Zeitzeugenberichten häufig gerade erst von ihren vorigen Bewohnern überstürzt verlassen worden waren.
Nach dem deutschen Überfall auf die Sowjetunion am 22. Juni 1941 wurde den Deutsch-Balten eine Rückkehr in das nunmehr deutsch besetzte Baltikum untersagt. Trotzdem blieb ihr Aufenthalt im „Warthegau“ letztlich eine Episode, da sie gegen Kriegsende zur Flucht in den Westen gezwungen wurden, wobei fast 8.000 Personen ums Leben kamen.

## Nachumsiedlung
Für die Deutsch-Balten, die 1939/40 in der Heimat geblieben waren, wurde Anfang 1941 eine Nachumsiedlung organisiert (Zuerst hatte Heinrich Himmler im Spätsommer 1940, also nach der Sowjetisierung Baltikums eine Nachumsiedlung von dort noch gebliebenen Deutschen mit der Ausnahme von Frauen und Kindern grundsätzlich ausgeschlossen, später aber lockerte er seine Haltung). Estland und Lettland waren in der Zwischenzeit von der Sowjetunion annektiert worden. Im Gegensatz zur ersten Umsiedlung wurden diesmal auch Esten und Letten einbezogen, die sich für deutsche Interessen eingesetzt hatten und sowjetische Repressalien befürchteten. Die Nachumsiedler kamen aber nicht in die annektierten polnischen Gebiete, sondern ins „Altreich“ in den Grenzen von 1937. Die Nachumsiedlung umfasste rund 7.000 Personen aus Estland und 10.000 aus Lettland, darunter bis zu 3.500 Esten und Letten. Außerdem wurden diesmal auch Litauendeutsche einbezogen. Im Gegensatz zu den Umsiedlern von 1939/40 wurde den Nachumsiedlern kein Vermögensausgleich zugesagt.

## Auswirkungen auf die Heimatstaaten
Der Auszug der Deutsch-Balten ging mit der Schließung von Betrieben und Bildungseinrichtungen einher und bedeutete für die Länder einen demographischen, wirtschaftlichen und kulturellen Aderlass. Bei vielen Esten und Letten verstärkte er auch die Furcht vor der sowjetischen Bedrohung. Gleichwohl wurde die Umsiedlung auch vielfach begrüßt, da man in den Deutsch-Balten weiterhin jahrhundertelange Unterdrücker sah.
Im autoritär regierten Lettland wurde der Redakteur Jānis Lapiņš, der die Rolle der Deutsch-Balten positiv bewertete und ihr Erbe als bewahrenswert erachtete, vom Staatschef Kārlis Ulmanis seines Amtes enthoben.
Ulmanis schleuderte in einer Rede ausreisewilligen Letten ein „Auf Nimmerwiedersehen!“ entgegen, was von der Presse wiederum auf die Deutsch-Balten bezogen wurde.
Die Unabhängigkeitsbewegung Ende der 1980er Jahre prägte jedoch ein differenzierteres Bild der Deutsch-Balten. Ihre historische Existenz wurde als Beleg gesehen, dass die baltischen Länder zum Westen gehören. Der estnische Präsident Lennart Meri rief 1999 die aus Estland stammenden Deutsch-Balten zur Rückkehr auf.
2018 wurde im nordostestnischen Saka ein privat gestiftetes Umsiedlungsdenkmal eingeweiht.

### Geschichte
in der Reihenfolge des Erscheinens
- Dietrich A. Loeber: Diktierte Option. Die Umsiedlung der Deutsch-Balten aus Estland und Lettland 1939–1941. Wachholtz, Neumünster 1972, ISBN 3-529-06142-5.
- Jürgen von Hehn: Die Umsiedlung der baltischen Deutschen – das letzte Kapitel baltischdeutscher Geschichte (= Marburger Ostforschungen, Band 40). Johann-Gottfried-Herder-Institut, Marburg 1982, ISBN 3-87969-169-X.
- Lars Bosse: Vom Baltikum in den Reichsgau Wartheland. In: Michael Garleff (Hrsg.): Deutschbalten, Weimarer Republik und Drittes Reich. Band 1. Böhlau, Köln 2001, ISBN 3-412-12199-1, S. 297–388.
- Michael Garleff: Die Deutschbalten als nationale Minderheit in den unabhängigen Staaten Estland und Lettland. In: Gert von Pistohlkors (Hrsg.): Deutsche Geschichte im Osten Europas. Baltische Länder. 2. Auflage. Siedler, Berlin 2002, ISBN 3-88680-774-6, S. 452–550.
- Eckhart Neander und Andrzej Sakson (Hrsg.): Umgesiedelt – Vertrieben. Deutschbalten und Polen 1939–1945 im Warthegau (= Tagungen zur Ostmitteleuropaforschung. Band 29). Verlag Herder-Institut, Marburg 2010, ISBN 978-3-87969-367-2.

### Belletristik
- Siegfried von Vegesack: Der letzte Akt. Roman. Salzer, Heilbronn 1957.
- Gertrud von den Brincken: Land unter. Erlebnisse aus zwei Weltkriegen, Bolschewikenzeit und Nachkriegsjahre. Bläschke, Darmstadt 1976.
- Gertrud von den Brincken: Nächte. Roman. Wenderoth, Kassel 1981.